# Commande de nourriture en ligne
 (juillet 2020).
Si vous disposez d'ouvrages ou d'articles de référence ou si vous connaissez des sites web de qualité traitant du thème abordé ici, merci de compléter l'article en donnant les références utiles à sa vérifiabilité et en les liant à la section « Notes et références ».
 (juillet 2020).
Le contenu est difficilement compréhensible vu les erreurs de traduction, qui sont peut-être dues à l'utilisation d'un logiciel de traduction automatique.

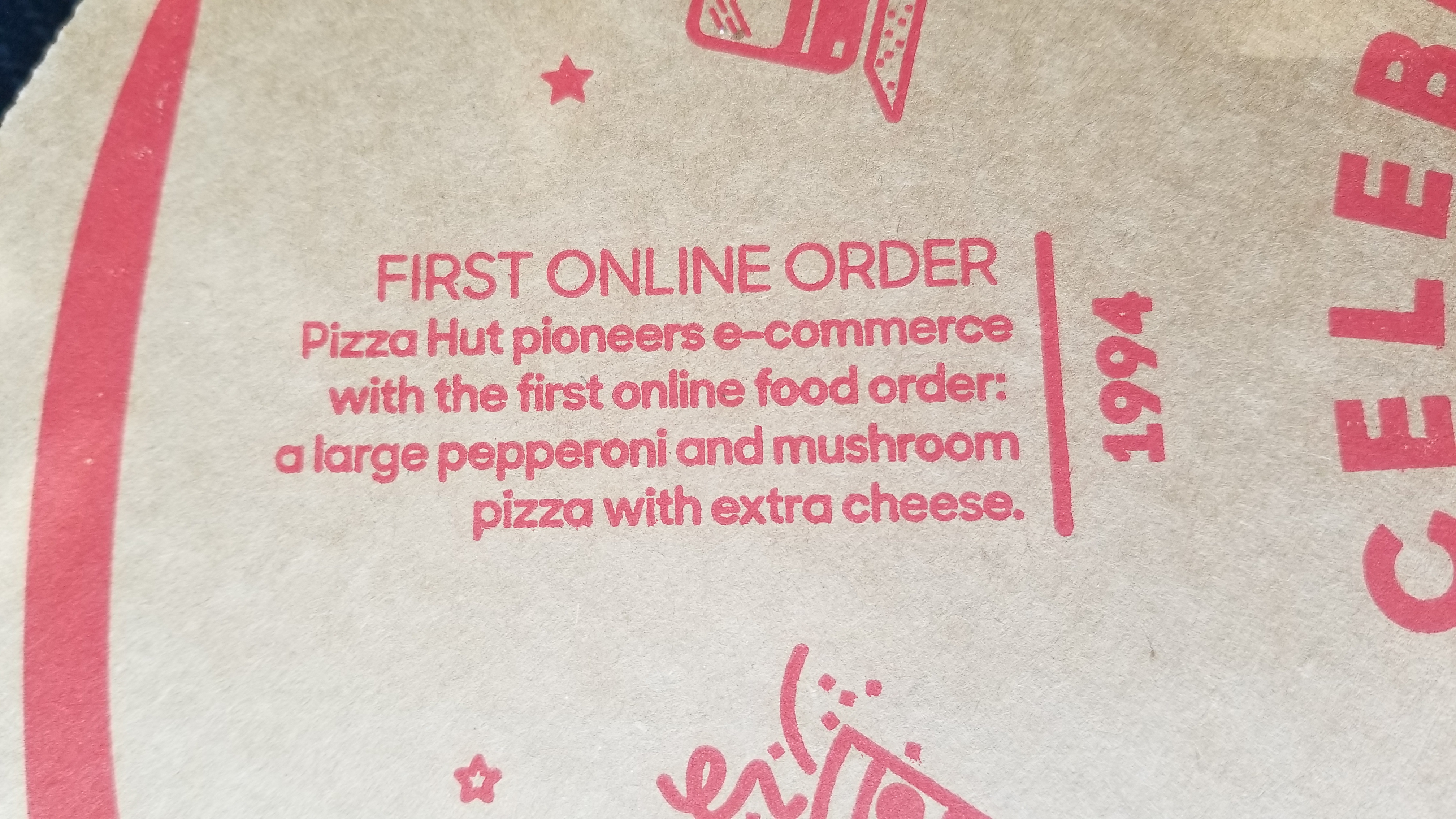
Souvenir de la première commande en ligne sur un carton de Pizza en 2018.

La commande de nourriture en ligne est une façon de commander de la nourriture via le site Web ou l'application mobile du restaurant, ou via un site Web ou une application multi-restaurants.

## Histoire
En 1994, la première commande de nourriture en ligne était une pizza de Pizza Hut.
En 1995, le premier service de commande de nourriture en ligne, World Wide Waiter (maintenant connu sous le nom de Waiter.com), a été créé. Le site ne desservait à l'origine que le nord de la Californie, puis s'est étendu pour inclure de nombreuses villes supplémentaires aux États-Unis et dans le monde.
À la fin des années 2000, les grandes chaînes de pizzas ont créé leurs propres applications mobiles et ont commencé à réaliser 20 à 30 % de leur activité en ligne. Avec la démocratisation grandissante des smartphones et la croissance d'Uber, les start-ups de livraison de repas ont commencé à prendre de l'importance. En France, les acteurs importants de la livraison de nourriture en ligne sont : Uber Eats, Deliveroo et Just Eat (anciennement Allo Resto). D'autres entreprises du secteur dans le monde sont : PedidosYa, Glovo, Grubhub et Just Eat Takeaway.